# Dicrotendipes fittkaui
Dicrotendipes fittkaui är en tvåvingeart som beskrevs av Epler 1988. Dicrotendipes fittkaui ingår i släktet Dicrotendipes och familjen fjädermyggor. Inga underarter finns listade i Catalogue of Life.